# André Le Troquer
Ne doit pas être confondu avec Yves Le Trocquer.
André Le Troquer, né le 27 octobre 1884 à Paris et mort le 11 novembre 1963 à Andilly, est un homme d'État français, président de l'Assemblée nationale de 1954 à 1955, puis de 1956 à 1958.

## Biographie

### Première Guerre mondiale
André Le Troquer a été décoré de la croix de guerre pour sa participation à la Première Guerre mondiale d’où il était revenu mutilé. Un éclat d'obus lui avait fait perdre l'usage de sa main droite, d'où le port systématique d'un gant en public. Les caricaturistes et journalistes semblent être toujours restés extrêmement discrets sur cette infirmité, même lors de l'affaire des Ballets roses. À l'époque, se moquer d'un ancien combattant aurait fait scandale.

### Carrière politique

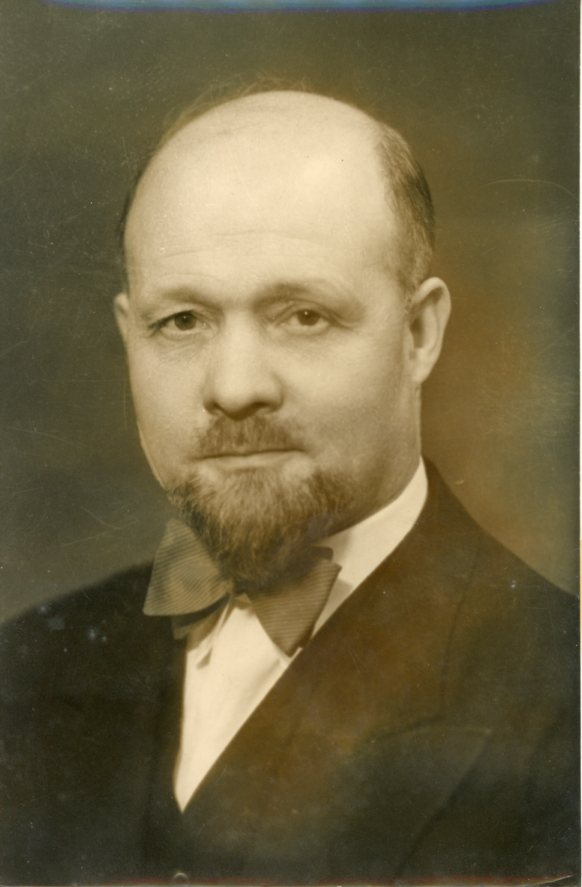
André Le Troquer en 1936.

Élu député de Paris en 1936, il siège à l'Assemblée nationale de 1945 à 1958. André Le Troquer se prononce en juin 1940 contre la demande d'armistice. Il s'embarque le 20 juin à Bordeaux avec d'autres parlementaires sur le paquebot Massilia à destination de l'Afrique du nord pour continuer la lutte, et arrive à Casablanca le 24 juin, soit deux jours après la signature de l'armistice du 22 juin 1940.
En 1942, avec Félix Gouin, il défend Léon Blum lors du procès de Riom. Traqué par la Gestapo, il vit quatorze mois dans la clandestinité, préside le Comité directeur de la SFIO et siège au Conseil national de la Résistance. Après être passé en Angleterre, il siège à l'Assemblée consultative d'Alger avant d'être nommé commissaire à la Guerre et à l'Air puis commissaire délégué à l'Administration des territoires métropolitains libérés. Il est avec le général de Gaulle à la libération de Paris et descend à ses côtés les Champs-Élysées en août 1944.
Au printemps 1945, avant même l'ouverture du procès du maréchal Pétain (le 23 juillet 1945), il suggère que la condamnation à mort soit suivie d'une cérémonie solennelle à l'Arc de Triomphe au cours de laquelle un simple troupier dégraderait le Maréchal et briserait son bâton. L'idée n'est pas retenue. Président du conseil municipal de Paris de 1945 à 1946,, il devient ministre de l’Intérieur du 23 janvier 1946 au 2 juin 1946 dans le gouvernement Félix Gouin et ministre de la Défense nationale dans le 3e gouvernement de Léon Blum du 13 décembre 1946 au 13 janvier 1947. Vice-président de l'Assemblée nationale, il est président par intérim du Congrès à Versailles lors de l'élection de René Coty à la présidence de la République en décembre 1953.
En tant que président de l'Assemblée nationale, il joue un rôle important lors des événements de mai-juin 1958 qui marquent le retour du général de Gaulle au pouvoir — auquel il tente en vain de s'opposer. Il se rend avec Gaston Monnerville, président du Conseil de la République, à Saint-Cloud pour un entretien « décisif » avec le général de Gaulle visant à s'assurer que son retour s'effectuera conformément aux pratiques constitutionnelles. Il lit aux députés le message de René Coty — qu'il désapprouve — annonçant qu'il a « fait appel au plus illustre des Français » et qui menace de démissionner en cas de refus de l'Assemblée d'investir le Général de Gaulle ; dans cette hypothèse avortée, Le Troquer aurait assuré l'intérim de la présidence de la République, conformément à l'article 41 de la Constitution. Il préside les séances du 1er au 3 juin 1958 (débats sur l’investiture à de Gaulle et pouvoirs pour élaborer une nouvelle Constitution).
Battu aux élections législatives de novembre 1958, il quitte la vie politique active en 1960 et appelle à voter « non » au référendum du 8 janvier 1961 sur l’Algérie.

### Affaire des Ballets roses
En 1959 éclate l'affaire dite des « Ballets roses ». André Le Troquer, mis en cause — en compagnie notamment de sa maîtresse Elisabeth Pinajeff, artiste peintre et fausse comtesse roumaine —, adresse à l'hebdomadaire Aux écoutes du monde une lettre où il oppose aux « allégations publiées un démenti sans réserve, catégorique, absolu ». Poursuivi pour , il est condamné le 9 juin 1960 à un an d'emprisonnement avec sursis et à une amende (3 000 francs) en relation avec l'affaire, alors que ses comparses sont punis bien plus lourdement (jusqu'à cinq ans de prison ferme). Le tribunal a tenu compte du « long passé de services rendus » par André Le Troquer et n'a pas voulu « accabler un vieil homme». La condamnation est confirmée en appel le 3 mars 1961.

### Mort

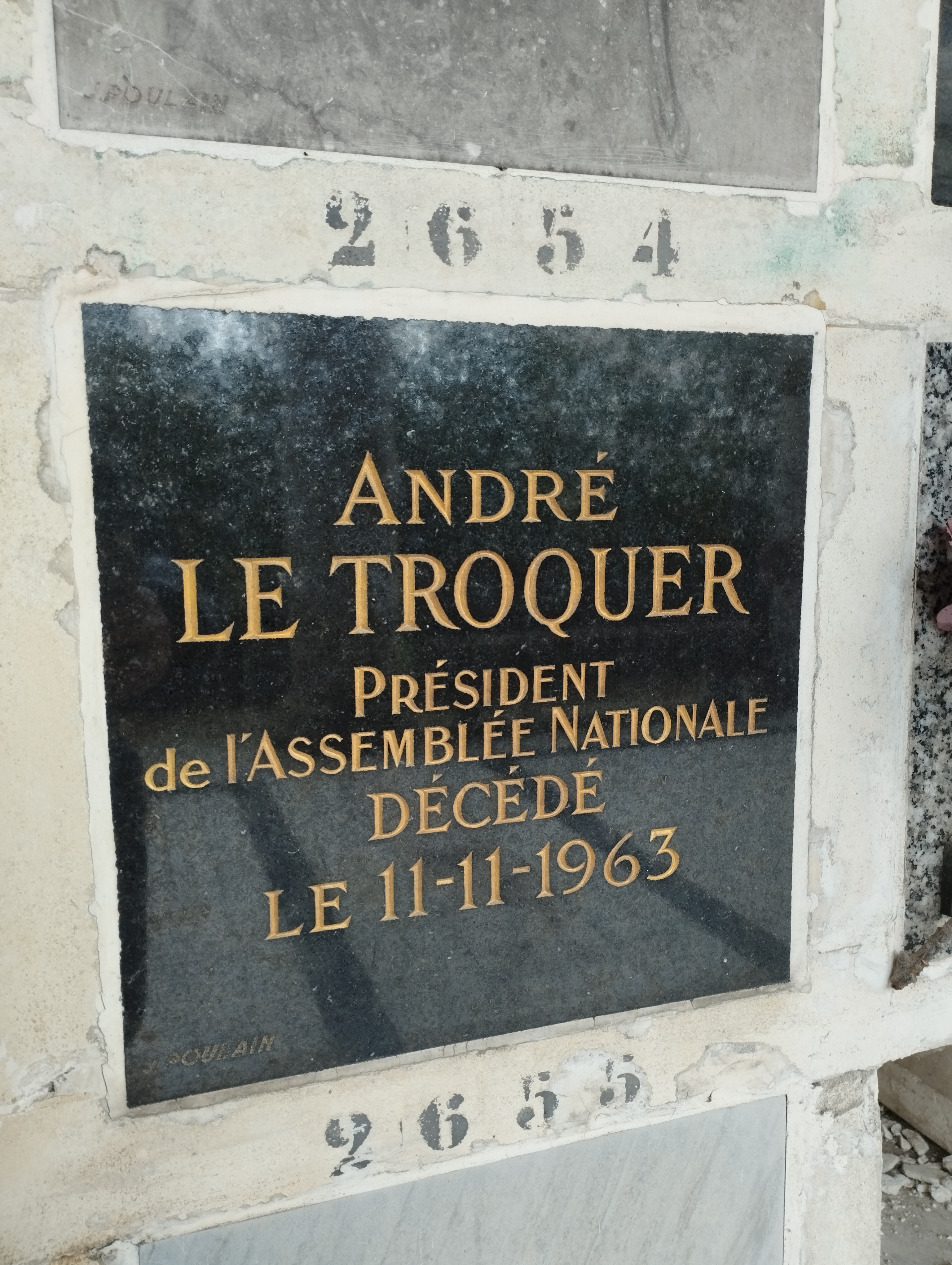
Plaque funéraire d'André Le Troquer au columbarium du cimetière du Père-Lachaise (division 87).

André Le Troquer meurt peu après, en novembre 1963. Il est inhumé au cimetière du Père-Lachaise (87e division, case 2654).

## Hommages
André Le Troquer est évoqué dans le 199e des 480 souvenirs cités par Georges Perec, dans son texte Je me souviens.
Il est cité comme « président du Haut-Comité des régional de patronage » de la Fondation culturelle bretonne lors de la Journée de la langue bretonne de 1957.

## Décorations
- Croix de guerre 1914-1918
- Médaille de la Résistance française, avec rosette (31 mars 1947)[10]